# تیرک دورپیچ

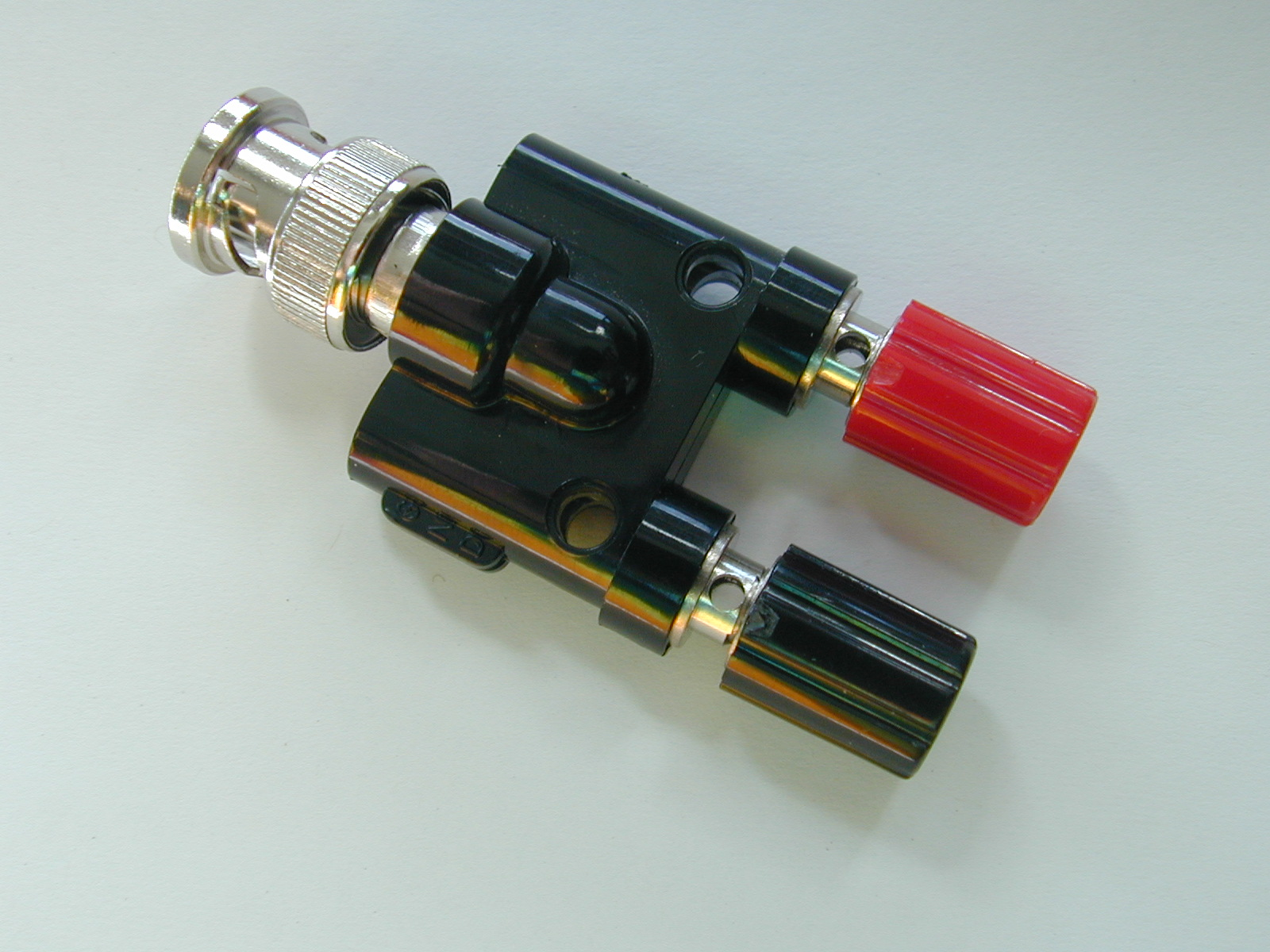
مبدل بین تیرک‌های دورپیچ پنج-راهی و کانکتور BNC نری

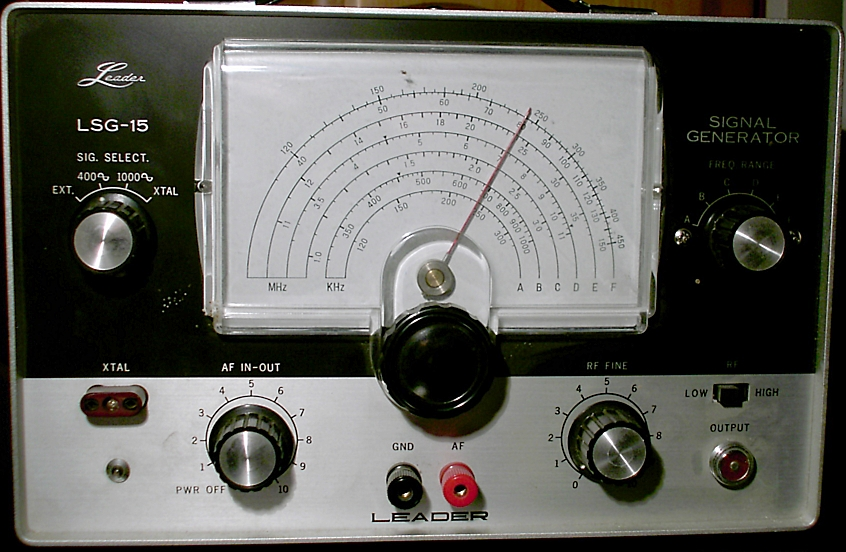
دو تیرک دورپیچ عایق‌‌دار با کد رنگی در مرکز پایین یک سیگنال ژنراتور

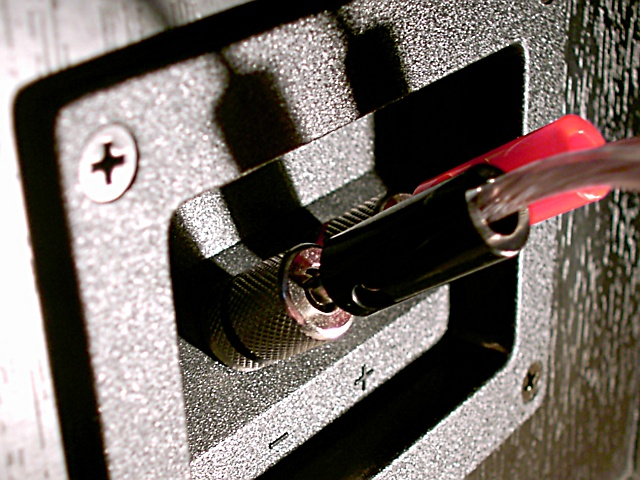
تیرک‌های دورپیچ بدون عایق روی یک بلندگو که به تکشاخه‌های موزی متصل‌شده

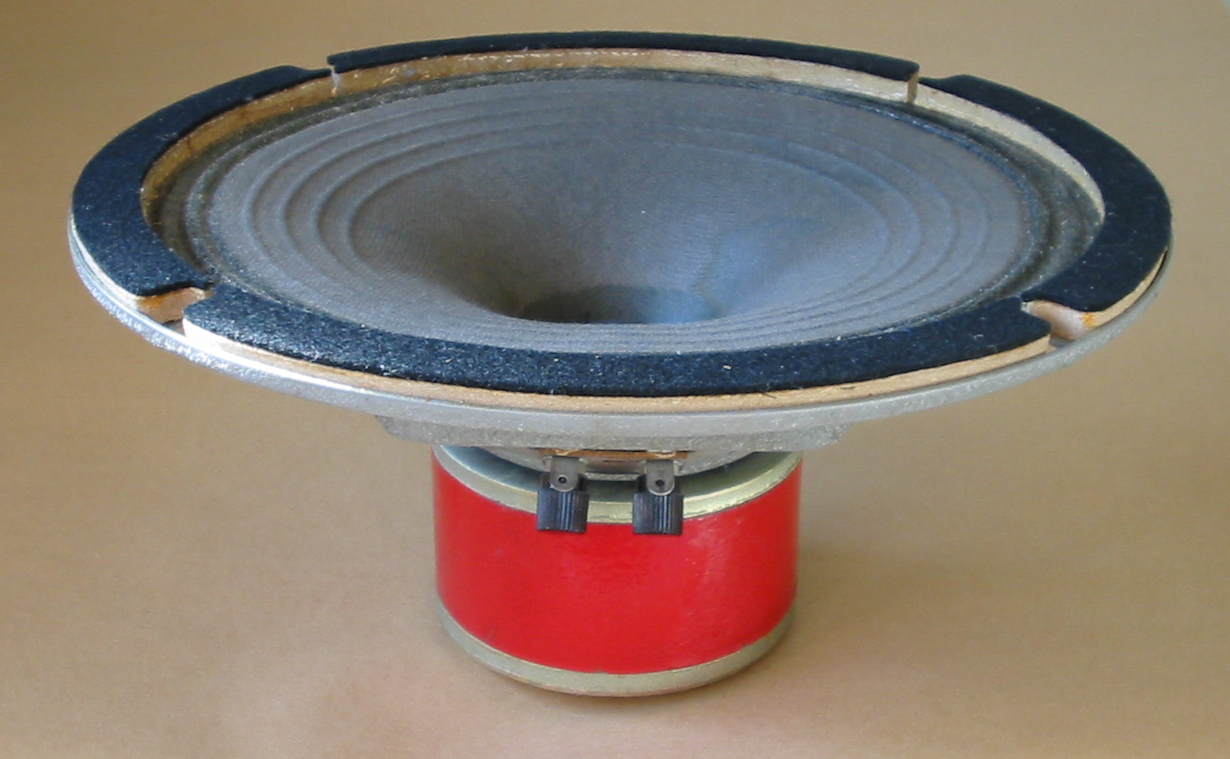
تیرک‌های کوچک دورپیچ مشکی یک راه‌انداز بلندگوی قدیمی قابل مشاهده است. این تیرک‌های دورپیچ با فیش‌های موزی در هر اندازه‌ای سازگار نیستند. در عوض آنها با اتصالات لحیم‌کاری کوچک برخوردار شدند.

یک تیرک دورپیچ یا پایه دورپیچ یک اتصال‌دهنده است که معمولاً در تجهیزات آزمایش الکترونیکی برای مختوم کردن (وصل کردن) یک تک سیم یا سَری آزمایشی استفاده می‌شود. آنها همچنین بر روی بلندگوها و تقویت‌کننده‌های صوتی و همچنین سایر تجهیزات الکتریکی یافت می‌شوند.

## تاریخ
در اواخر دهه ۱۹۴۰، رادیو جنرال یک تیرک دورپیچ جدید ایجاد کرد که یک جک در درپوش داشت. امروزه معمولاً به عنوان یک پایه دورپیچ «پنج-راهی» یا «همگانی» شناخته می‌شود که انواع مختلفی از روش‌های اتصال را امکان‌پذیر می‌کند:
- تک‌شاخه‌های موزی، در انتهای باز بالای پایه دورپیچ قرار داده شده‌است.
- سیم لخت از همان سوراخ وارد شده و بسته می‌شود.
- سیم لخت دور تیرک فلزی پیچیده و محکم‌شده.
- اتصال‌دهنده با پین، در سوراخی که از طریق تیرک فلزی حفرشده، وارد شده و توسط قسمت پیچ‌کنِ تیرک دورپیچ بسته‌شده.
- پایانه کابلشو، با یک ۱⁄۴ اینچی (۶٫۳۵ میلی‌متر) قطر داخلی، در اطراف تیرک فلزی قرار داده‌شده و محکم‌شده.
- گیره سوسماری.